# مریم کوهی (سرده)
مریم کوهی (نام علمی: Swertia) نام یک سرده از تیره گل‌سپاسیان است.